# Ворух
Ворух (тадж. Ворух) — горное селение в Таджикистане, являющиеся частью города Исфара в Согдийской области. Вместе с селами Майдон и Тидон (участками Точикон (Тангаи), Сангтуда, Бедак) образует джамоат Ворух, являясь его центром. Население джамоата Ворух — 45000 человек. Расположен на правом притоке реки Нурафшан. Сливаясь с Нурафшаном на окраине Воруха, на киргизско-таджикской границе составляет реку Исфара.

## Этимология
Согласно востоковеду Лурье П. Б. согдийский топоним (согд. Wārōx)
может восходить к др.иран *vāra — «крепость».

## Административное деление
В Ворухе расположены следующие махалли (перечисление вниз по течению реки): Сари-Дашт, Тидон, Кучаи-Боло, Сари-Курум, Гузар, Навобод, Гулистан, Майдон, Сари-Канда, Таги-Махалла, Калъача, Точикон Сангтуда. В свою очередь, почти все махалли поделены на мелкие части, например: Тидон — на Кучаи-Кози, Кучаи-Шикори, Мугоки; Гузар — на сам Гузар, Кучаи-Кози, Заровон, Кодон и т. д.

## Территория
Территория Воруха по данным исторических документов составляет 96,7 квадратных километров.

## История
На северо-западной окраине Воруха, на пустынной каменистой подгорной территории площадью 96,7 квадратных километров, прорезанной руслами саев, расположен большой курганный могильник, известный местному населению как «гури-муг» и относящийся к доисламским временам. При раскопках курганных могильников (Карабулак, Тураташ, Исфаринский, Ворух) добыты большие серии красноангобированной посуды с процарапанным орнаментом. Также в Ворухе много погребений (мазаров) исламских учёных и почитаемых праведников (Мазори Чимиргон, Мазори Балогардон и т. д.).
По словам бывшего мэра города Исфара Мирзошарифа Исломидинова, впервые граница между Исфаринским районом Таджикистана и Баткенским районом (в то время Кара-Киргизской автономной области в составе РСФСР) была определена в 1924 году, и тогда Ворух не был анклавом, существовала территория, дорога, соединяющая Ворух с остальной территорией Исфаринского района.
В 1963 году колхоз «Правда» сельского совета Ворух начал освоение земель на левом берегу реки Исфаринка, и в течение 10 лет были освоены около 700 гектаров пустующих земель.
В 1974 году киргизские власти стали претендовать на эти земли, говоря, что они являются территорией Киргизии.
31 декабря 1974 года группа киргизов, вооружённая винтовками, напала на жителей села Ворух. После этого конфликта было решено передать некоторую часть земель в состав Баткенского района Киргизии. На этой земле стали строить киргизское село Ак-Сай.
Между жителями Воруха (Таджикистан) и Танги Воруха (тадж. название Аксая; Киргизия) столкновения имели место в 1982 году.
В 1989 году начался конфликт из-за водопользования. Жители таджикского поселения Ходжаи-Аало перекрыли русло канала Мастчои и стали требовать соблюдения режима водопользования и возвращения незаконно перешедших в распоряжение жителей Киргизии земель, прилегающих к селу. Конфликт затянулся почти на полтора месяца и резко обострился, когда 13 июня 1989 года около 3000 жителей киргизского села Самаркандек и других сёл Баткенского района, вооружившись охотничьими ружьями, напали на жителей Ходжаи-Аало. Со стороны таджиков погибли 2 человека и 24 были ранены. После этого было предложено передать таджикской стороне 68 гектаров горной местности вокруг села Ворух и 18 гектаров неосвоенных земель вокруг села Ходжаи-Аало. Но это так и не было сделано.
В 2014 году и в начале 2019 года в районе Воруха произошли очередные таджикско-киргизские конфликты.
В конце марта 2021 года глава ГКНБ Кыргызстана Камчыбек Ташиев потребовал от властей Таджикистана или зафиксировать село Ворух в качестве таджикского анклава на киргизской территории, или обменять Ворух на равнозначную по площади территорию в других приграничных районах. Это предложение вызвало сильное раздражение в Таджикистане. Президент Таджикистана Эмомали Рахмон посетил Ворух и заверил местных жителей, что «вопроса об обмене [села] на какую-либо другую территорию не было и не может быть».
В 2021 году в районе Воруха произошёл наиболее серьёзный пограничный конфликт.
Несмотря на переселение части жителей (преимущественно таджикской молодёжи) Воруха в райцентр Исфара на протяжении многих десятилетий, численность населения Воруха за период с 1870 по 1990 год возросла в 20 раз и продолжает увеличиваться на 1,5-2,0 % в год.

## Топонимы
Наименование некоторых мест исходит из согдийского языка, например, Ровути Об, Ростровут (ровут — ныне не используемое слово, означает «ущелье», соответственно — Ровути Об это «ущелье, где есть вода», а Ростровут — «прямое ущелье»).

## Климат
Ворух и прилегающие к нему территории отличается более влажным и значительно более прохладным климатом, чем город Исфара. Характерно, что в Ворухе всё созревает на две недели позже по сравнению с городом Исфарой.